# Chopping e channeling (automobili)

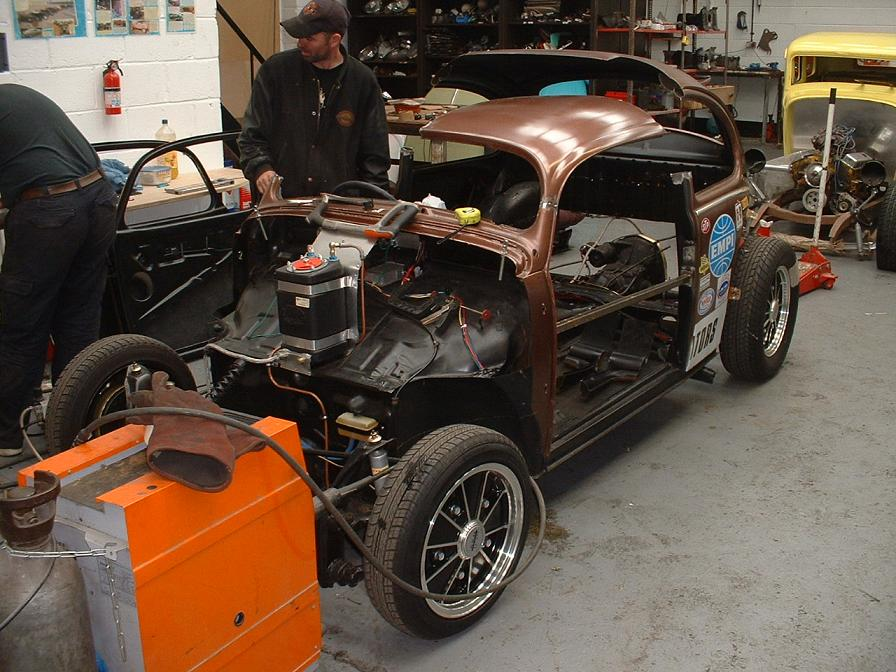
Il chopping applicato ad un Maggiolino Volkswagen

Con i termini Chopping (tagliare), Channeling (scanalare) e Sectioning (sezionare) si intendono delle tecniche di personalizzazione delle automobili molto diffuse tra gli appassionati di Hot Rod e della Kustom Kulture. Queste tecniche possono essere utilizzate separatamente o insieme. Leggi locali, compreso il codice della strada, vietano del tutto o limitano di molto queste modifiche perché potrebbero compromettere la sicurezza del veicolo.  

## Chopping

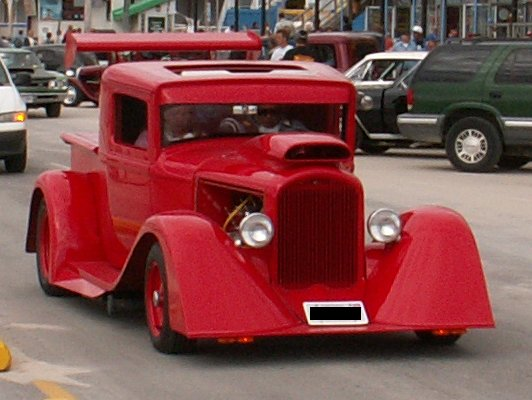
Una vettura con il tetto abbassato

La tecnica del Chopping consiste nel taglio dei montanti del tetto della vettura per abbassarne l'altezza e ridurre la sezione frontale dell'auto. Con questa tecnica viene abbassata l'intera linea del tetto. Nelle auto destinate alle corse sui laghi asciutti o per le gare di accelerazione questa tecnica veniva spesso portata all'estremo tanto che i finestrini di queste vetture venivano chiamate Mail Slot (buche per le lettere) tanto era ridotto lo spazio tra la carrozzeria e il tetto. Il chopping è una tecnica ancora molto diffusa in ogni tipo di customizzazione. Sembra che questa tecnica sia una invenzione di Sam Barris, fratello di George Barris, che modificò con questa tecnica la sua nuova Mercury del 1949. Inoltre sempre Barris sperimentò tecniche ancora più avanzate quali l'eliminazione del montante laterale posto al centro del tetto.
Questa tecnica viene spesso utilizzata sulle concept-car o sulle show car siano esse esemplari unici o derivate da modelli di serie. Con questa tecnica l'aspetto della vettura diventa più filante e aggressivo anche se poi l'automobile non può più essere utilizzata per l'uso normale.

## Channeling
La tecnica del Channeling consiste nell'abbassare l'intera carrozzeria sul telaio rimuovendo il pianale e risaldandolo più in alto all'interno della carrozzeria. In questo modo la carrozzeria si abbassa verso il suolo senza però dover modificare le sospensioni. Con il channeling la carrozzeria assume un aspetto più massiccio. La tecnica varia a seconda del modello di vettura perché ogni modello pone problematiche tecniche specifiche sia per quanto riguarda la modifica vera e propria che la nuova sistemazione dei diversi componenti sul telaio.
Come per la tecnica precedente anche il channeling è molto diffuso tra gli appassionati di Hot Rod e di auto customizzate.

## Sectioning
Il Sectioning consiste nell'eliminare una sezione orizzontale della carrozzeria, tagliandola letteralmente via, e risaldando le due sezioni così ottenute in modo tale che l'intera carrozzeria risulti più bassa. Con questa tecnica inoltre si riduce la sezione frontale dell'automobile. Anche il sectioning è una tecnica ampiamente diffusa nelle auto Hot Rod e in ogni forma di customizzazione delle automobili.